# Mienjang
Mienjang (egyszerűsített kínai írással: 绵阳) prefektúra szintű város Kínában, Szecsuan tartományban. Lakosainak száma 4 868 243 fő (2020).

## Népesség
| 2010 | 4 613 862 |
| 2020 | 4 868 243 |

## Testvérvárosok
- Yokneam